# سيونغ وو تشوي
تشوي سونغ وو (بالكورية: 최승우؛ مواليد 3 نوفمبر 1992) وغالبًا ما يُشار إليه بالإنجليزية بـسيونغ وو تشوي هو مُقاتل فنون قتالية مختلطة كوري جنوبي.

## وصلات خارجية
- سيونغ وو تشوي على موقع يو إف سي (الإنجليزية)
- سيونغ وو تشوي على موقع شيردوغ (الإنجليزية)